# Anisotropia magnètica

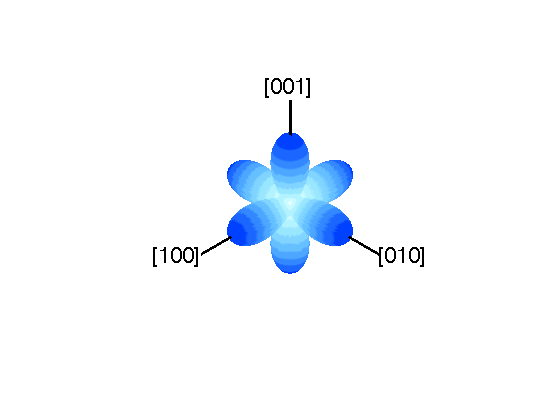
Magnetisme o energia magnètica en funció de la direcció espacial per a un material ferromagnètic amb anisotropia cúbica (o sigui, major magnetització als vèrtex del cub).

En la física de la matèria condensada, l'anisotropia magnètica descriu com les propietats magnètiques d'un objecte poden ser diferents segons la direcció. En el cas més simple, no hi ha cap direcció preferencial per al moment magnètic d'un objecte. Respondrà a un camp magnètic aplicat de la mateixa manera, independentment de quina direcció s'aplica el camp. Això es coneix com a isotropia magnètica. En canvi, els materials magnèticament anisòtrops seran més fàcils o més difícils de magnetitzar depenent de la manera en què es faci girar l'objecte.
Per a la majoria de materials magnèticament anisòtrops, hi ha dues direccions més fàcils per magnetitzar el material, que estan separades per una rotació de 180°. La línia paral·lela a aquestes direccions s'anomena eix fàcil. En altres paraules, l'eix fàcil és una direcció energèticament favorable a la magnetització espontània. Com que les dues direccions oposades al llarg d'un eix fàcil solen ser igualment fàcils de magnetitzar, la direcció real de la magnetització es pot instal·lar amb la mateixa facilitat en qualsevol de les direccions, que és un exemple de trencament de simetria espontània.
L'anisotropia magnètica és un requisit previ per a la histèresi en ferroimants: sense ella, un ferroimant és superparamagnètic.
L'anisotropia magnètica observada en un objecte pot ocórrer per diverses raons diferents. En lloc de tenir una única causa, l'anisotropia magnètica global d'un objecte determinat sovint s'explica per una combinació d'aquests diferents factors:
- Anisotropia magnetocristal·lina. L'estructura atòmica d'un cristall introdueix direccions preferents per a la magnetització.
- Anisotropia de formes. Quan una partícula no és perfectament esfèrica, el camp desmagnetitzant no serà igual per a totes les direccions, creant un o més eixos fàcils.
- Anisotropia magnetoelàstica. La tensió pot alterar el comportament magnètic, donant lloc a una anisotropia magnètica.
- Anisotropia d'intercanvi. Es produeix quan interactuen materials antiferromagnètics i ferromagnètics.